# W Pictoris
W Pictoris är en långsam irreguljär variabel (LB) i stjärnbilden Målaren.
Stjärnan varierar mellan fotografisk magnitud +11,8 och lägre än 15,0 utan någon fastställd periodicitet.